# John Howard, XV conte di Suffolk

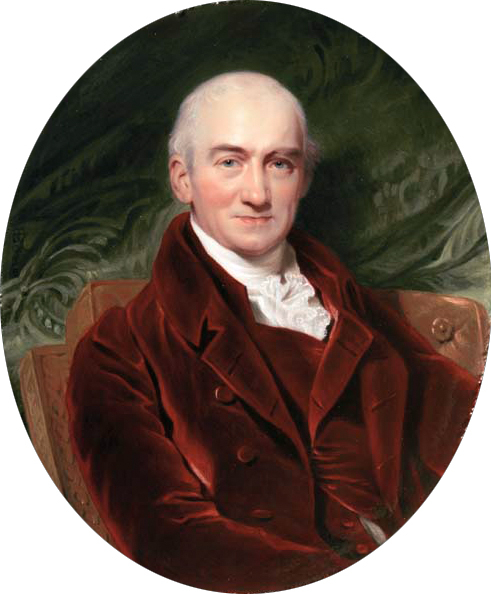
John Howard

John Howard (7 marzo 1739 – 23 gennaio 1820) è stato un nobile e militare britannico.

## Biografia
Era figlio del capitano Philip Howard appartenente ai Royal Marines e nipote di Philip Howard.
Suo padre morì nel 1741 e qualche anno dopo John prese servizio come Paggio d'Onore del duca di Cumberland Guglielmo Augusto di Hannover dal 1745 al 1748. Nel 1756 gli venne consegnato il grado di Guardiamarina nel primo reggimento delle Grenadier Guards.
Fu promosso Luogotenente e capitano nel 1760; suo fratello maggiore Thomas mantenne lo stesso grado nello stesso reggimento.
Howard venne promosso a Capitano- luogotenente nel marzo del 1773 e Capitano e Luogotenente-colonnello nel maggio del 1773.
Sposò Julia, figlia di John Gaskarth di Hutton Hall, il 2 luglio 1774. La coppia ebbe cinque figli:
- Charles Nevinson Howard, visconte Andover (13 maggio 1775 – 11 gennaio 1800), che sposò Elizabeth Coke, figlia di  Thomas Coke, I conte di Leicester;
- Thomas Howard, XVI conte di Suffolk (1776–1851);
- Hon. John Howard (30 novembre 1777 – 1787);
- William Philip Howard (27 novembre 1779 – 20 aprile 1780);
- Lady Catherine Howard (27 novembre 1779 – 30 marzo 1850), che sposò Rev. George Bisset.

Sia John che Thomas furono capitani e Luogotenenti-colonnelli delle guardie nel 1776 all'inizio della guerra d'indipendenza americana.
Thomas fu nel primo reparto a prender servizio in America e rimase ucciso nel 1778 in uno scontro con una nave pirata mentre tornava in patria.
John fu spedito in America nell'aprile del 1779 e partecipò a diverse azioni intraprese quell'anno.
Venne promosso colonnello nel 1780 e successe ad Edward Mathew come brigadiere-generale, comandando temporaneamente la Brigade of Guards nel febbraio del 1780. Sotto il suo comando, due battaglioni delle guardie si imbarcarono da New York e si unirono a Charles Cornwallis, I marchese Cornwallis a Charleston nel dicembre del 1780, dove Charles O'Hara ritornato dall'Inghilterra riprese il comando della brigata.
Howard prese servizio nella campagna in Cornovaglia e fu ferito nella battaglia di Guilford Court House. Rimandato subito a il 14 giugno 1781, arrivò in Inghilterra un mese dopo.
Nel 1783 successe ad un lontano cugino come conte di Suffolk e venne nominato colonnello del Regiment of Foot, carica che mantenne fino al 1814. Fu fatto Fellow of the Society of Antiquaries nel 1785 e venne promosso generale-maggiore nel 1787, luogotenente-generale nel 1789 ed infine generale nel 1802.
Nominato governatore di Londonderry e Culmore nel 1806, divenne colonnello del Regiment of Foot nel 1814.
Morì nel 1820 e venne chiamato ad ereditare il suo titolo nobiliare il figlio Thomas.

## Ascendenza
|                                  |   |                 | Genitori |  |  | Nonni |  |  | Bisnonni      |  |  | Trisnonni                           |  |
|                                  |   |                 |          |  |  |       |  |  | Philip Howard |  |  | Thomas Howard, I conte di Berkshire |  |
|                                  |   |                 |          |  |  |       |  |  | Philip Howard |  |  | Thomas Howard, I conte di Berkshire |  |
|                                  |   | Elizabeth Cecil |          |  |  |       |  |  | Philip Howard |  |  |                                     |  |
| Charles Howard                   |   |                 |          |  |  |       |  |  | Philip Howard |  |  |                                     |  |
|                                  |   | Mary Jennings   | …        |  |  |       |  |  |               |  |  |                                     |  |
|                                  |   | Mary Jennings   | …        |  |  |       |  |  |               |  |  |                                     |  |
|                                  |   | Mary Jennings   | …        |  |  |       |  |  |               |  |  |                                     |  |
| Philip Howard                    |   | Mary Jennings   |          |  |  |       |  |  |               |  |  |                                     |  |
|                                  |   | Edward Batten   | …        |  |  |       |  |  |               |  |  |                                     |  |
|                                  |   | Edward Batten   | …        |  |  |       |  |  |               |  |  |                                     |  |
|                                  |   | Edward Batten   | …        |  |  |       |  |  |               |  |  |                                     |  |
| Elizabeth Batten                 |   | Edward Batten   |          |  |  |       |  |  |               |  |  |                                     |  |
|                                  |   | …               | …        |  |  |       |  |  |               |  |  |                                     |  |
|                                  |   | …               | …        |  |  |       |  |  |               |  |  |                                     |  |
|                                  |   | …               | …        |  |  |       |  |  |               |  |  |                                     |  |
| John Howard, XV conte di Suffolk |   | …               |          |  |  |       |  |  |               |  |  |                                     |  |
|                                  | … | …               |          |  |  |       |  |  |               |  |  |                                     |  |
|                                  | … | …               |          |  |  |       |  |  |               |  |  |                                     |  |
|                                  | … | …               |          |  |  |       |  |  |               |  |  |                                     |  |
| Francis Screen                   | … |                 |          |  |  |       |  |  |               |  |  |                                     |  |
|                                  |   | …               | …        |  |  |       |  |  |               |  |  |                                     |  |
|                                  |   | …               | …        |  |  |       |  |  |               |  |  |                                     |  |
|                                  |   | …               | …        |  |  |       |  |  |               |  |  |                                     |  |
| Margaret Screen                  |   | …               |          |  |  |       |  |  |               |  |  |                                     |  |
|                                  |   | …               | …        |  |  |       |  |  |               |  |  |                                     |  |
|                                  |   | …               | …        |  |  |       |  |  |               |  |  |                                     |  |
|                                  |   | …               | …        |  |  |       |  |  |               |  |  |                                     |  |
| …                                |   | …               |          |  |  |       |  |  |               |  |  |                                     |  |
|                                  |   | …               | …        |  |  |       |  |  |               |  |  |                                     |  |
|                                  |   | …               | …        |  |  |       |  |  |               |  |  |                                     |  |
|                                  |   | …               | …        |  |  |       |  |  |               |  |  |                                     |  |
|                                  |   | …               |          |  |  |       |  |  |               |  |  |                                     |  |